# Hartmut Flöckner
Hartmut Flöckner   (Berlín, 27 de juny de 1953) és un nedador alemany, ja retirat, especialista en papallona, que va competir sota bandera de la República Democràtica Alemanya durant la dècada de 1970.
El 1972 va prendre part en els Jocs Olímpics d'Estiu de Múnic, on va disputar quatre proves del programa de natació. En els 4x100 metres estils, formant equip amb Roland Matthes, Wilfried Hartung i Lutz Unger, guanyà la medalla de plata, mentre en els 100 i 200 metres papallona fou setè. Quatre anys més tard, als Jocs de Mont-real, va disputar dues proves del programa de natació. En ambdues quedà eliminat en sèries.
En el seu palmarès també destaca una medalles de plata i dues de bronze al Campionat del Món de natació de 1973 i dues medalles de bronze al Campionat d'Europa de natació de 1970 i 1974. i vuit campionat nacional de la RDA entre 1971 i 1976.